# یواینا کوروشیما
یواینا کوروشیما (انگلیسی: Yuina Kuroshima؛ زادهٔ ۱۵ مارس ۱۹۹۷) مدل (شخص)، بازیگر، و شخصیت‌های تلویزیونی در ژاپن اهل ژاپن است. وی از سال ۲۰۱۳ میلادی تاکنون مشغول فعالیت بوده‌است.